# Alligny-en-Morvan
Alligny-en-Morvan este o comună în departamentul Nièvre din centrul Franței. În 2009 avea o populație de 657 de locuitori.

## Evoluția populației
| An        | 1975 | 1982 | 1990 | 1999 | 2006 | 2009 |
| --------- | ---- | ---- | ---- | ---- | ---- | ---- |
| Populație | 734  | 709  | 679  | 656  | 639  | 657  |